# Lucifer Sam
«Lucifer Sam» — психоделическая композиция британской группы Pink Floyd, была издана на их дебютной пластинке The Piper at the Gates of Dawn в 1967 году.

## Музыка и слова
Песня построена вокруг нисходящего риффа электрогитары Сида Барретта, звук которой пропущен через эхо-машину — результат описывали как «„зловещий“ Дуэйн Эдди». Музыка дополняется все более «нарастающим» органом и ритм-секцией.
Хотя в тексте песни есть явные отсылки к тому, что Люцифер Сэм — это кошка, из-за словосочетания «модная киска» (англ. a hip cat), которое было сленгом 1960-х годов, появилась интерпретация, что «кошка» могла быть завуалированной метафорой человека, реального или воображаемого. Например, это мог быть намёк в сторону тогдашней подруги Сида — Дженни Спайрс (она упоминается в песне как «Ласковая Дженнифер»). Тем не менее, Сэм был обыкновенным сиамским котом, который жил у Барретта; первоначальное название было «Перси — ловец крыс» (англ. Percy the Rat Catcher), как песню называли в период студийных сессий (с апреля по июнь 1967 года).

## Участники записи
- Сид Барретт — ведущий вокал, электрогитара, слайд-гитара
- Ричард Райт — орган Farfisa, piano
- Роджер Уотерс — бас-гитара, bowed bass
- Ник Мэйсон — ударные, маракас